# Juan Maglio
Juan Félix Maglio, conocido como Pacho (Buenos Aires, 18 de noviembre de 1880 - Buenos Aires, 14 de julio de 1934), fue un destacado compositor, bandoneonista y director de orquesta de tango argentino.
Fue uno de los músicos importantes de la Guardia Vieja y el primer bandoneonista que grabó solos con el tango La sonámbula, de Pascual Cardarópoli, y la mazurca La morocha, de Gerardo Metallo. Escribió tangos que luego se consideraron clásicos, como Armenonville y Sábado inglés, entre otros, y dejó grabadas alrededor de 900 obras.

## Primeros años
Era hijo del italiano Pantaleón Maglio y de la argentina Carmen Dodero, que tenía parentesco con los conocidos armadores del mismo apellido. Fueron sus hermanos Tino, María Juana, Roque, Justina, Carmen y Carlos, al que apodaban "Pucho", que también tocaba el bandoneón y compuso tangos como Quilmes y La Paternal.
Cuando niño se familiarizó con el bandoneón que tocaba su padre y más adelante estudió música, primero con un instrumento pequeño de 13 voces y luego con bandoneones cada vez más complejos, inicialmente con Luis Almeida, apodado "El Negro Cototo" y en 1898 con Domingo Santa Cruz,  autor del tango Unión Cívica. Por sus travesuras su padre lo apodaba pazzo -"loco" en italiano- que sus amigos transformaron en pacho y por el cual quedó reconocido luego.

## Inicio de su carrera de músico
Debutó en público en 1899 integrando un trío con Julián Urdapilleta en violín y Luciano Ríos en guitarra, en el café El Vasco, de Barracas. Alrededor de 1903 formó un cuarteto con Ríos, Carlos Guerriero en violín y José Guerriero en flauta. En 1910 actuó por primera vez en el café La Paloma, ubicado en la avenida Santa Fe en su intersección con el arroyo Maldonado (luego entubado bajo la avenida Juan B. Justo), el mismo donde según imaginaba Cadícamo en el tango A pan y agua "en las noches brumosas, se pasean las sombras de Tito, Arolas y Bardi".
Después siguieron actuaciones en el café Garibotto, de Pueyrredón y San Luis, en el Ambos Mundos, de Paraná y Corrientes, en La Morocha, en Salvador María del Carril y Corrientes, para retornar en 1912, ya con un éxito clamoroso, a La Paloma. En la época en que actuaba en ese lugar, Maglio fue contratado para grabar en el sello Columbia y formó la "Orquesta Típica Criolla Juan Maglio Pacho", a la que, además del propio Maglio y de Ríos, integraban José Bonano, apodado "Pepino", con violín corneta y Carlos Macchi, apodado "Hernani", con flauta. Los discos con los registros de Maglio alcanzaron grandes niveles de venta.
Compró el bar Ambos Mundos, pero no tuvo éxito en esa nueva actividad y hacia 1914 quedó en una situación económica precaria, por lo que viajó a Montevideo y debutó en diciembre de 1915 en el café Au Bon Marché con tanto éxito que a veces durante su actuación el tránsito quedaba detenido por la aglomeración de público. Después de permanecer allí durante varios meses retornó a Buenos Aires y trabajó en el teatro Politeama al mismo tiempo que era contratado para animar reuniones en casas de apellidos distinguidos como Madero (dedicó a Vicente Madero su tango Maderito), Juárez Celman, y López Buchardo, entre otros. En Carnaval llevaba su música a los salones del Excelsior, el Cervantes y el Pabellón de las Rosas.
En 1920, formó una nueva orquesta, con Rafael Rossi, Nicolás Primiani y él mismo en bandoneón, Juan Carlos Ghio en piano, Benito Juliá, Salvador Viola y "El Pibe" Rossi en violín, y José Galarza en flauta y batería. Por sus conjuntos pasaron músicos que luego seguirían brillantes trayectorias, tales como Elvino Vardaro, Rodolfo Biagi, Federico Scorticati, Juan Polito y, en 1932, un jovencito de 15 años llamado Aníbal Troilo. Uno de sus cantores fue Antonio Maida.
A partir de 1930 formó un conjunto de música paraguaya con el cual interpretaba polcas, la mayoría con títulos en guaraní, que firmaba como Maglio, o con el seudónimo de Oglima (Maglio al revés).
A lo largo de su carrera grabó casi 900 piezas, la gran mayoría instrumentales, y el resto incluyendo a cantores que actuaron sólo como estribillistas. De ellos solamente tuvo trascendencia Carlos Viván, sin perjuicio de mencionar alguna intervención de Luis Scalon, reconocido vocalista que actuó muchos años en Europa. Entre los músicos se destacaron el bandoneonista Ángel Ramos y el baterista y flautista José Galarza. El último disco que grabó fue para el sello Odeón el 17 de abril de 1934, registrando la ranchera Qué esperanza, de su autoría y el vals Recordándote, de Gerardo Metallo.
Ha sido recogida la versión de que al crecer la fama de Maglio, en los comercios de venta de discos la gente directamente decía “déme un pacho” para pedir “un disco” lo cual está indicando, más allá de la dudosa veracidad de la anécdota, el reconocimiento de la enorme popularidad del músico.
Fumaba entre cinco y seis atados de cigarrillos negros diarios. Estuvo actuando por Radio Belgrano hasta poco antes de ser internado en el Hospital Ramos Mejía por una afección pulmonar y volvió a su casa de Bulnes 948 solamente para morir el 14 de julio de 1934.

## Sus composiciones
En 1908 compuso El zurdo, su primer tango, al que le siguieron Quasi nada (subtitulado El combate), Armenonville, Jeanne, Un copetín, Adelita, Sábado inglés, Royal Pigall (en homenaje al cabaré homónimo, luego retitulado ¡Qué has hecho de mi cariño! cuando le pone letra José González Castillo), Cielito, La Guardia Vieja, Tacuarí, ¡Tomá mate!, Chile, Ando pato y muchos otros más.
De la etapa posterior del "tango-canción" son Llegué a ladrón por amarte (letra y música), La chacarera (en colaboración con José Servidio y con letra de Juan Andrés Caruso), Tango Argentino (con Alfredo Bigeschi), A media noche y Copen la banca (los dos en colaboración con Enrique Dizeo), El curdela (con Jorge Luque Lobos), El llorón (antiguo tango que recopiló y al que puso letra Enrique Cadícamo) y otros. Entre sus valses cabe mencionar a Violetas, María Esther, Orillas del Plata, Horas de hastío y Copo de nieve, entre otros.

## Obras musicales
- Armenonville
- Ca-ra-ca-fú
- El tío soltero
- Flores (Vals)
- La pareja
- Llegué a ladrón por amarte
- Margot
- Orillas del Plata (Vals)
- Sábado inglés
- Un copetín
- Violetas (Vals)
- El zurdo
- Quasi nada
- Jeanne
- ¡Qué has hecho de mi cariño!
- Cielito
- La Guardia Vieja
- Tacuarí
- ¡Tomá mate!
- Chile
- Ando pato
- La chacarera (en colaboración con José Servidio y con letra de Juan Andrés Caruso)
- Tango Argentino (con Alfredo Bigeschi)
- A media noche (en colaboración con Enrique Dizeo)
- Copen la banca (en colaboración con Enrique Dizeo)
- El curdela (con Jorge Luque Lobos)
- El llorón (antiguo tango que recopiló y al que puso letra Enrique Cadícamo)
- María Esther (Vals)
- Horas de hastío (Vals)
- Copo de nieve (Vals)